# Öppna din dörr
„Öppna din dörr” – singel Tommy’ego Nilssona wydany w 1994 roku przez Alpha Records i Sony Music.

## Lista utworów
- CD Singel (1994)[2]

1. „Öppna Din Dörr” – 5:32
2. „Nu Ger Jag Mig Av” – 3:52

## Notowania na listach przebojów
| Kraj     | Lista (1994/1995/2006) | Najwyższa pozycja |
| -------- | ---------------------- | ----------------- |
| Szwecja  | Top 60 Singles         | 2                 |
| Norwegia | Top 20 Singles         | 10                |

## Wersja Danny'iego
„Öppna din dörr” – cover utworu „Öppna din dörr” Tommy’ego Nilssona wykonany przez Danny’ego, wydany w 2006 roku przez Sony Music Entertainment.

## Notowania na listach przebojów
| Kraj    | Lista (2006)   | Najwyższa pozycja |
| ------- | -------------- | ----------------- |
| Szwecja | Top 60 Singles | 24                |